# Rathbunella
Rathbunella es un género de peces de la familia Bathymasteridae. Fue descrito por David Starr Jordan y Barton Warren Evermann en 1896.

## Especies
- Rathbunella alleni Gilbert, 1904
- Rathbunella hypoplecta (Gilbert, 1890)